# George Hepplewhite

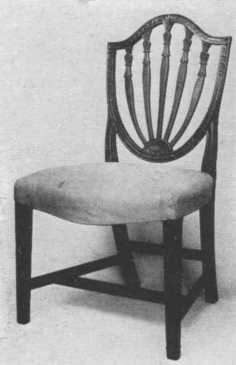
Heppelwhitestoel

George Hepplewhite (? - Londen, 1786) was een Engels meubelontwerper.
Hepplewhite ontwierp meubelen uit satijnhout en mahonie, vaak voorzien van inlegwerk. Zijn stoelen zijn te herkennen aan de strakke poten en rugleuningen met schild- of hartvorm. De stijl van Hepplewhite werd beïnvloed door het classicisme van Robert Adam; het onderscheid tussen beiden is niet eenvoudig te ontdekken. Hepplewhites ontwerpen zijn eleganter en lichter van vorm dan die van tijdgenoot Chippendale. 
Er is weinig bekend over George Hepplewhite, zo is het niet bekend of hij een werkplaats had en er is geen enkel authentiek meubelstuk van zijn hand gevonden.
- Bibsys: 90074912
- Gemeinsame Normdatei: 128347430
- International Standard Name Identifier: 0000 0003 5768 8400
- Library of Congress Control Number: n86072758
- Nationale Bibliotheek van Tsjechië: xx0274651
- Nederlandse Thesaurus van Auteursnamen: 171736346
- Système universitaire de documentation: 136693210
- Virtual International Authority File: 187605614
- WorldCat: E39PBJrwXG3qjJGdyYFh9mBVmd